# Chiesa di San Giovanni Battista (Giarre)
La chiesa di San Giovanni Battista è la chiesa madre di San Giovanni Montebello, frazione di Giarre.

## Storia
La sua costruzione iniziò il 23 febbraio del 1725 e terminò nel 1747. Il prospetto venne ristrutturato nel XIX secolo. Il 4 gennaio 1843 subì dei danni a causa di un fulmine.

## Descrizione

### Esterno
Sorge su un’alta scalinata in pietra lavica con due ordini di gradini, in numero 24 e 6, simbolo della ricorrenza di San Giovanni Battista. Il suo prospetto tardo-barocco domina il vasto territorio della piana di Mascali. Sul portone principale, in una nicchia, è presente una statua di san Giovanni Battista con un agnellino, opera novecentesca del prof. Mariano Vasta di Giarre.

### Interno
L’interno a tre navate è decorato con stucchi e marmi pregiati. Sulla volta sono presenti affreschi di Tullio Allegra (quelli originari del 1744 erano di Pietro Paolo Vasta) raffiguranti episodi della vita del Battista. È presente un antico organo dotato di oltre 2000 canne, disposte simmetricamente all'ingresso e sulla volta. Poteva essere suonato insieme da due persone creando così un effetto acustico particolare. Oggi purtroppo non è possibile usarlo perché andrebbe restaurato. Nella Controfacciata si trova il battistero, opera dell'architetto Francesco Patanè da Acireale. Il cancello è opera del locale Giovanni Camiolo.

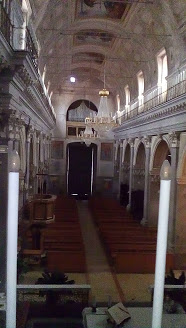
L'interno visto dall'Altare Maggiore

#### Navata destra
Sulla volta sono presenti affreschi di Tullio Allegra raffiguranti episodi biblici.
- Prima campata: affresco di Tullio Allegra “Battesimo di Cristo”. Monumento funerario del sacerdote Musumeci.
- Seconda campata: quadro di Francesco Vaccaro “San Mauro Abate e figure” del 1870. Addossato al pilastro un confessionale in legno e la statua di san Mauro abate del XVIII sec.
- Terza campata: ingresso alla sagrestia.
- Quarta campata: quadro raffigurante “Cristo in Croce con anime purganti”, probabilmente dei fratelli Vaccaro da Caltagirone. Addossato al pilastro il pulpito in marmi policromi e stucco, risalente al luglio 1890.
- Quinta campata: quadro raffigurante “Madonna del Rosario”, ignoto del XVIII sec.
- Abside destra: altare dedicato all’Immacolata. Quadro “Madonna dei raggi” di Francesco Vaccaro del 1863.

#### Navata sinistra
Sulla volta sono presenti affreschi di Tullio Allegra raffiguranti episodi biblici.
- Prima campata: affresco di Tullio Allegra “Sacrificio di Isacco”.
- Seconda campata: quadro di Francesco Vaccaro “Transito di San Giuseppe” del 1870. Addossato al pilastro un confessionale in legno e la statua di sant’Antonio abate del XVIII sec.
- Terza campata: ingresso Laterale.
- Quarta campata: Crocifisso in legno.
- Quinta campata: quadro di ignoto “Deposizione di Cristo dalla Croce” della scuola di Pietro Paolo Vasta del XIX sec.
- Abside sinistra: cappella del Santissimo Sacramento. Il tabernacolo è circondato da due angeli; sopra di esso, in una nicchia, è presente la statua novecentesca del Sacro Cuore di Gesù.

#### Altare maggiore
Sono presenti antichi cori lignei. Sull'altare è presente un quadro raffigurante il Battesimo di Cristo, 'u quadruni', dipinto da Alessandro Vasta.  Durante la festa dedicata a san Giovanni Battista (24 giugno) grazie a una complessa macchina barocca presente sotto l'altare, il quadro viene abbassato, rivelando il settecentesco simulacro di san Giovanni Battista. La statua in legno di tiglio risale al XVIII secolo e pesa 173 kg. Il fercolo (vara) utilizzato durante i festeggiamenti fu creato nel 1922.

Sopra l'altare sono presenti alcune canne dell'organo. Nel catino è presente l'affresco di Tullio Allegra raffigurante la predicazione del Battista nel fiume Giordano. Dello stesso autore sono gli affreschi presenti sopra i cori lignei raffiguranti san Marco, san Giovanni, san Luca, san Matteo, Giovanni Battista che accusa Erode e Il martirio di Giovanni Battista.

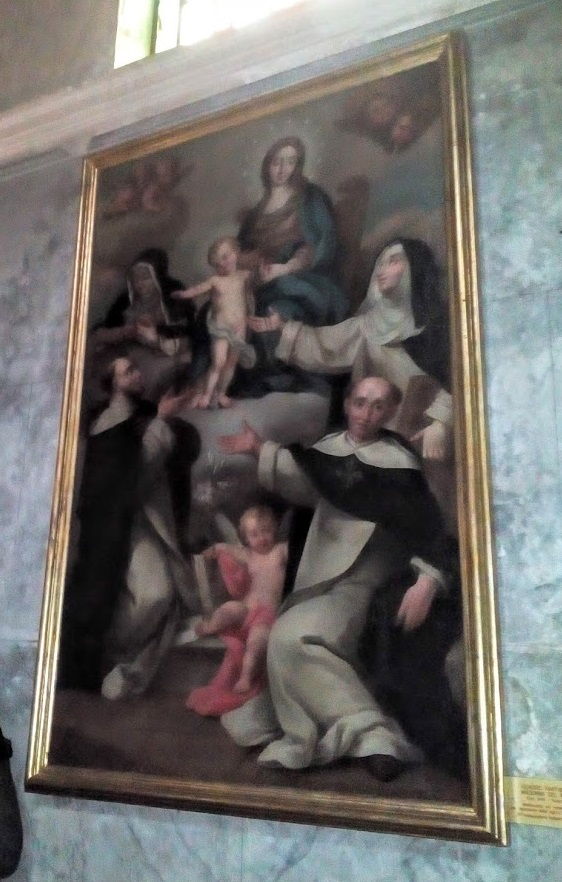
"Madonna del Rosario", opera di autore ignoto del XVIII sec.
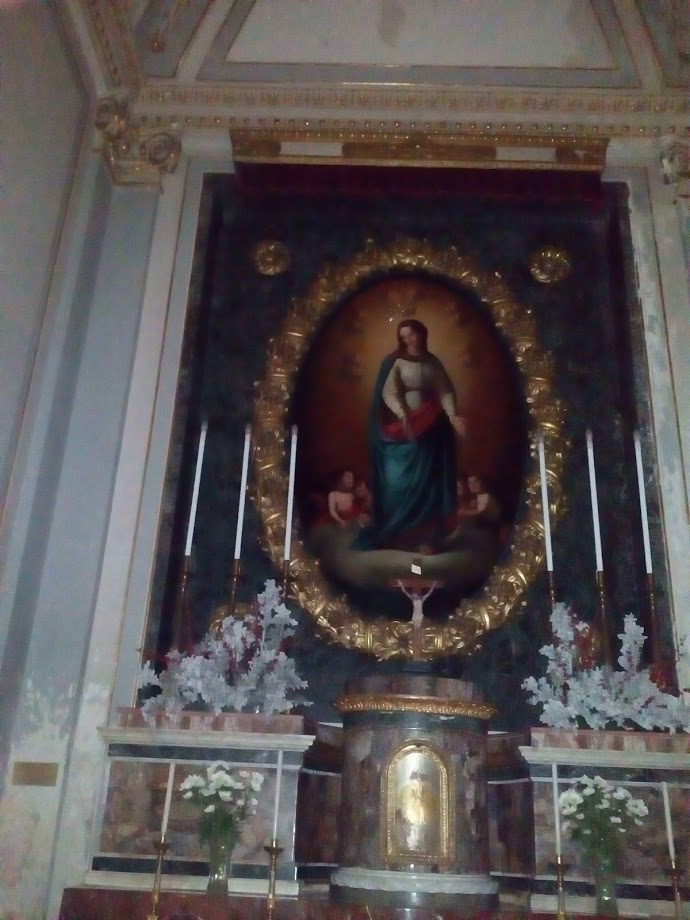
"Madonna dei Raggi", opera di Francesco Vaccaro del 1863
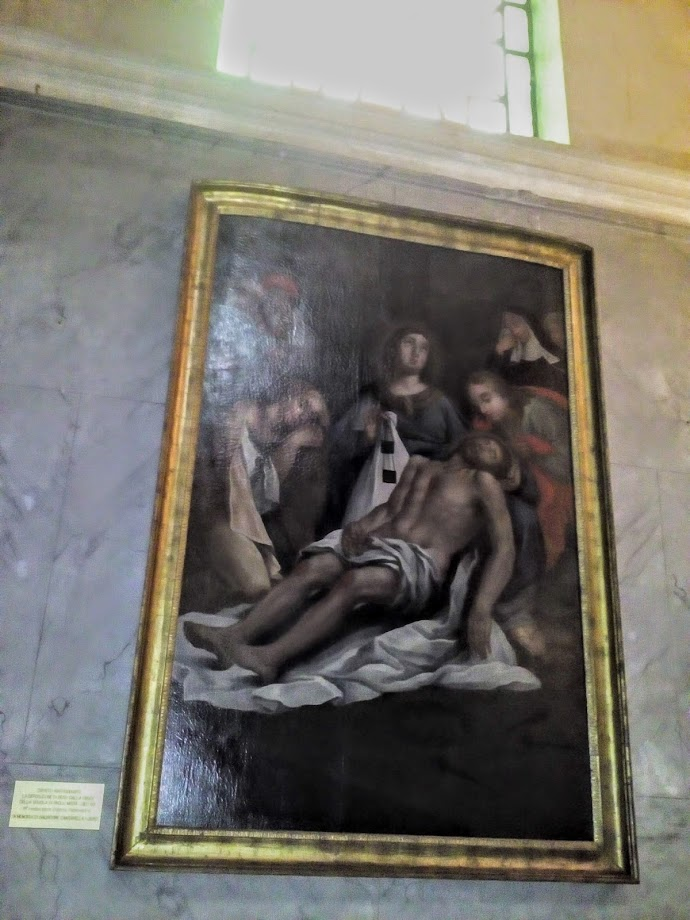
"Deposizione di Cristo", opera della scuola di Pietro Paolo Vasta risalente al XIX sec.
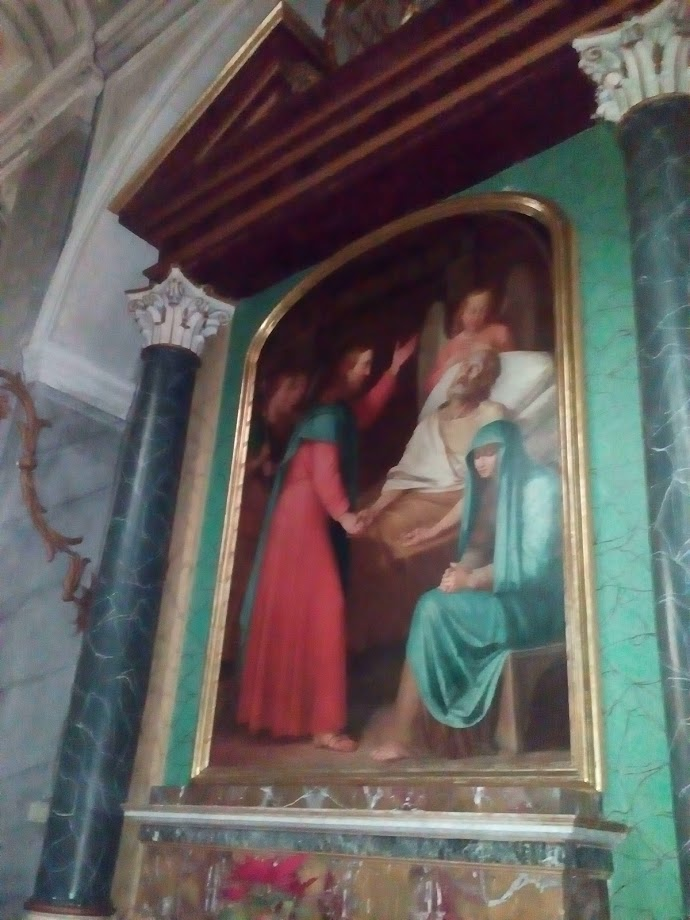
"Transito di San Giuseppe", opera di Francesco Vaccaro risalente al 1870
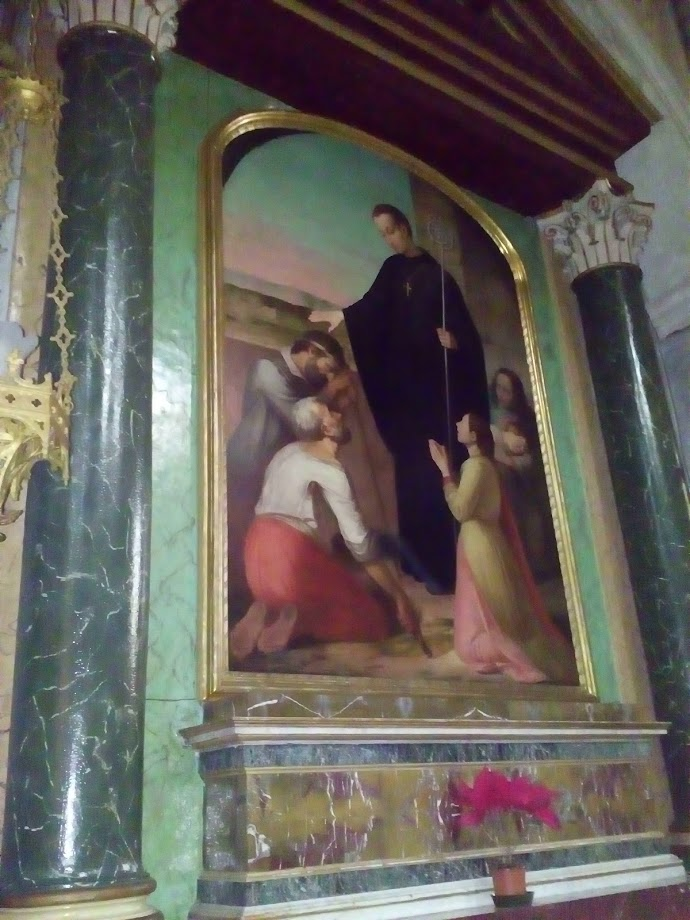
"San Mauro Abate e figure", opera di Francesco Vaccaro risalente al 1870

#### Altro
La parrocchia possiede varie statue esposte durante i festeggiamenti dei vari santi. Tra di esse si ricordano Santa Lucia, creata nel 1928 dal cav. Arturo Troso da Lecce, il Cristo Morto settecentesco nel cataletto del 1901 utilizzato per la via Crucis, il gruppo dell'Annunciazione e la statua di San Giuseppe.